# Cymbiola
Cymbiola là một chi ốc biển săn mồi trong họ Volutidae.
Một số loài trong chi này đôi khi được đặt trong chi Cymbiolacca Iredale, 1929, đôi khi được xem là một phân chi của Cymbiola.

## Các loài
Các loài và phân loài thuộc chi Cymbiola bao gồm:
- Cymbiola aulica (Sowerby I, 1825)
- Cymbiola cathcartiae (Reeve, 1856)[3]
- Cymbiola excelsior Bail & Limpus, 1998
- Cymbiola imperialis (Lightfoot, 1786)[4]
- Cymbiola laminusa Poppe, Tagaro & Bail, 2011[3]
- Cymbiola lutea
- Cymbiola palawanica Douté & Bail, 2000[3]
- Cymbiola pulchra = Cymbiolacca pulchra, see Cymbiolacca pulchra wisemani
- Cymbiola scottjordani Poppe & Tagaro, 2005
- Cymbiola tamariskae Sutanto & Patamakanthin, 2004
- Cymbiola vespertilio Linnaeus, 1758

Phân chi Cymbiola (Cymbiola) sensu stricto
- Cymbiola baili Prati & Raybaudi, 1997
- Cymbiola chrysostoma (Swainson, 1824)
- Cymbiola cymbiola (Gmelin, 1791)
- Cymbiola deshayesi (Reeve, 1854)
- Cymbiola flavicans (Gmelin, 1791)
- Cymbiola hughmorrisoni Bail & Limpus, 1997
- Cymbiola innexa (Reeve, 1849)
- Cymbiola irvinae (Smith, 1909)
- Cymbiola magnifica (Gebauer, 1802)
- Cymbiola malayensis Douté & Bail, 2000
- Cymbiola mariaemma Gray, 1858
- Cymbiola nivosa (Lamarck, 1804)
- Cymbiola nobilis (Lightfoot, 1786)
- Cymbiola rossiniana (Bernardi, 1859)
- Cymbiola rutila (Broderip, 1826)
- Cymbiola sophia (Gray, 1846)

Phân chi Cymbiola (Cymbiolacca) Iredale, 1929
- Cymbiola intruderi Poppe, 1985
- Cymbiola perplicata (Hedley, 1902)
- Cymbiola thatcheri (McCoy, 1868)

Một số loài đưa vào đồng nghĩa
- Cymbiola complexa Iredale, 1924: đồng nghĩa của Cymbiola (Cymbiolacca) pulchra complexa Iredale, 1924
- Cymbiola marispuma Angioy & Biraghi, 1977: đồng nghĩa của Cymbiola (Cymbiola) innexa (Reeve, 1849)
- Cymbiola randalli Stokes, 1961: đồng nghĩa của Cymbiola (Cymbiolacca) pulchra wisemani(Brazier, 1870)